# Daniel Faust (Musikproduzent)
Daniel Faust, auch bekannt als Dr. Dan, ist ein deutscher Musikproduzent, Komponist und Tontechniker aus Berlin. Ab 2004 arbeitete er unter anderem mit Rosenstolz, Sarah Connor und Annett Louisan. Selbst in den Vordergrund trat er zusammen mit Peter Plate und Ulf Leo Sommer als Mitproduzent der Filmsoundtracks der Bibi-&-Tina-Filme ab 2014.

## Biografie
Über die Person Daniel Faust ist öffentlich wenig bekannt. Seit Ende der 1990er Jahre sind er und sein Berliner Tonstudio Praxis Dr. Dan aktiv. 1999 taucht sein Name beim Album Tonfilm von BAP erstmals auf. Er war für die musikalische Bearbeitung (Digital Editing, Toncollagen) verantwortlich. Als Mitproduzent wird er im Jahr darauf beim Rosenstolz-Song Ich trag heut weiß (denn du bist tot) erwähnt. Daraus entstand eine mehr als zwei Jahrzehnte andauernde Zusammenarbeit mit Rosenstolz-Sänger Peter Plate und dessen Lebensgefährten Ulf Leo Sommer.
Bis 2012 war er an den Rosenstolz-Produktion und danach an Plates Soloalbum beteiligt. Daneben arbeitete er unter anderem für 2raumwohnung, Nena, Adoro und Katharina Franck von den Rainbirds und international für Jimmy Somerville (Remix des Songs Come On) und Melanie C.
Der eigentliche Durchbruch kam 2014 mit dem Soundtrack zum ersten Bibi-&-Tina-Film. Das Album erreichte Platz 12 und eine mehrfache Goldauszeichnung. Plate, Sommer und Faust hatten das Album nicht nur produziert, sondern auch alle Songs geschrieben und deshalb standen ihre Namen auch auf dem Cover. Arbeitsteilig war Faust meist für die Aufnahme und das Mastering sowie allgemein für die Musik zuständig, während Plate und Sommer das wesentliche Songwriting inklusive der Liedtexte übernahmen.
Im Jahr darauf produzierte das Trio das erste deutschsprachige Album von Sarah Connor und schrieb mit ihr zusammen auch die meisten Songs. Muttersprache erreichte Platz 1 und 5-fach-Platin. Es folgten drei weitere Soundtracks für die Bibi-&-Tina-Reihe, wobei 
der dritte, Bibi & Tina – Mädchen gegen Jungs, ebenfalls Platz 1 in Deutschland erreichte. Für Max Raabe, Barbara Schöneberger, Annett Louisan und Michelle produzierten sie ab 2017 neue Alben. Einzelne Produktionen übernahmen sie unter anderem für Sandra Leitner, Giovanni Zarrella, Ella Endlich und Anna Loos.

## Diskografie

### Soundtracks
- 2014: Bibi & Tina – Jetzt in Echt (mit Peter Plate & Ulf Leo Sommer)
- 2015: Bibi & Tina – voll verhext! (mit Peter Plate & Ulf Leo Sommer)
- 2016: Bibi & Tina – Mädchen gegen Jungs (mit Peter Plate & Ulf Leo Sommer)
- 2017: Bibi & Tina – Tohuwabohu total (mit Peter Plate & Ulf Leo Sommer)

### Autorenbeteiligungen
- 2022: Peter Plate & Ulf Leo Sommer feat. Madeline Juno – Ein besserer Mensch